# Rubus confinis
Rubus confinis är en rosväxtart som beskrevs av P. J. Müll.. Rubus confinis ingår i släktet rubusar, och familjen rosväxter. Inga underarter finns listade i Catalogue of Life.